# Coure (color)
El coure és un color marró vermellós que s'assembla al del metall coure actual. El mot ve del llatí cŭpru, mateix significat.
Una mostra del color coure:

## Localització i usos
Arquitectura
- Color del M. H. de Young Memorial Museum reconstruït de San Francisco (Califòrnia), que es va obrir a l'octubre de 2005. Està xapat amb 1,000,000 lliures de coure.[1]

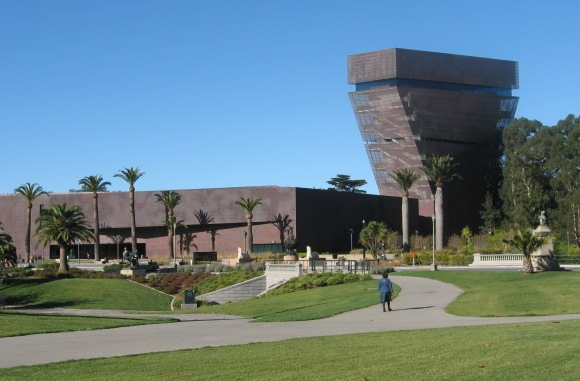
M. H. de Young Memorial Museum a San Francisco (Califòrnia).

- Color de la gegantina Estàtua de la Llibertat de Nova York, totalment revestida en coure, del gruix aproximat d'un penic americà.

Etnografia
- Coure és el color dels amerindis, que s'anomenen sovint els pintats de coure o pell de coure.[2]

Geografia
- Color del riu de Coure d'Alaska (EUA).

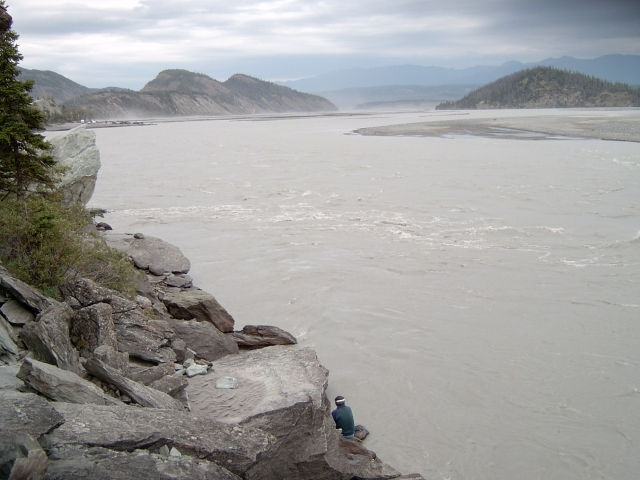
Riu de coure a Alaska (EUA).

- Color de la Barranca del Cobre, que és un grup de canyons a la Sierra Tarahumara a la part sud-oest de l'estat de Mèxic Chihuahua.

Cuina

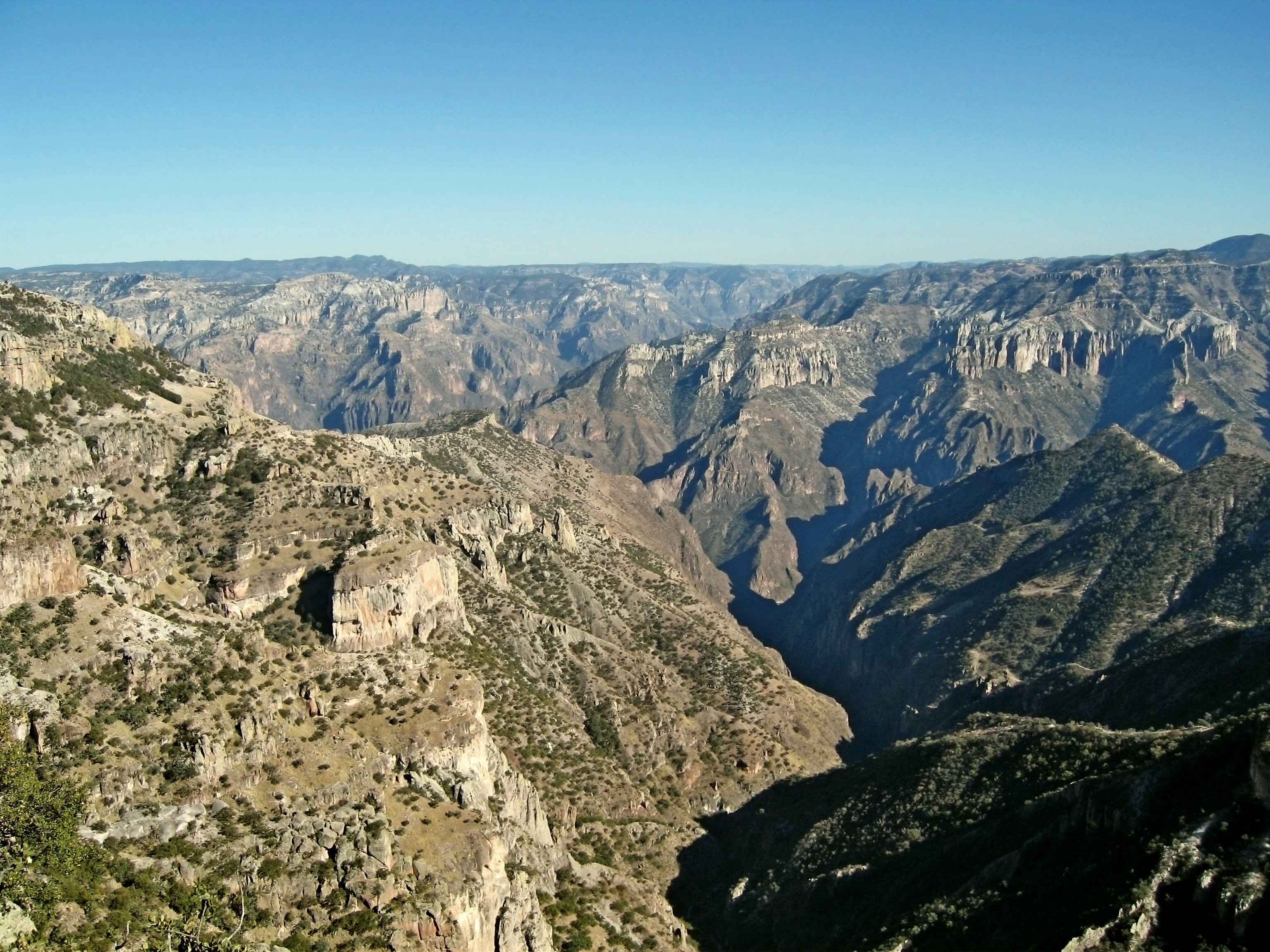
Barranca del Cobre a l'estat de Chihuahua (Mèxic).

- Color d'estris de cuina, que fabricats amb aquest metall couen més de pressa, però que sovint la gent tria perquè els agraden en aquest color.

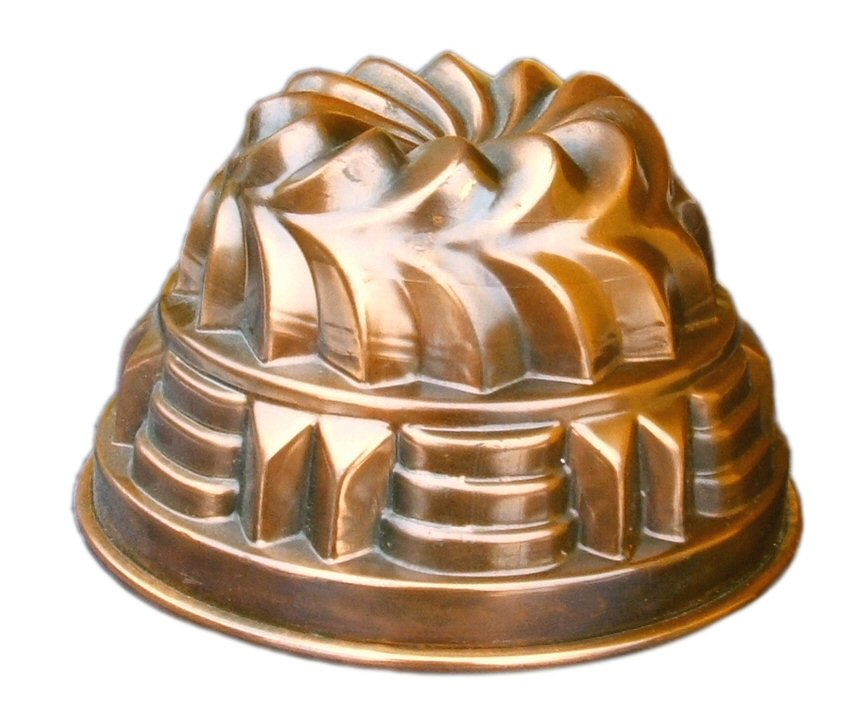
Estri de cuina de color coure.